# Александров, Константин Алексеевич
Константин Алексеевич Александров (1903 — ?) — советский деятель органов государственной безопасности, начальник Управления правительственной связи КГБ СССР, полковник-инженер.

## Биография
Работал в Народном комиссариате связи СССР, в январе 1942 с должности главного инженера телеграфно-телефонного управления НКС направлен на работу в НКВД, где стал заниматься обеспечением правительственной связи. До февраля 1943 пребывал в должности заместителя начальника отдела правительственной ВЧ-связи НКВД СССР. С февраля по июнь 1943 был начальником 1-го отдела Управления связи ГУВВ НКВД СССР. С июня 1943 по август 1947 был начальником 1-го отдела и заместителем начальника Управления войск правительственной ВЧ-связи НКВД — МВД СССР. С августа 1947 до 19 мая 1951 был заместителем начальника Управления войск правительственной связи. С 19 мая 1951 по март 1953 был заместителем начальника Управления частей правительственной ВЧ-связи ГУВО МГБ СССР, затем до мая 1953 на той же должности в отделе частей ВЧ-связи ГУВО МВД СССР. С 9 мая 1953 до 30 марта 1954 занимает должность начальника отдела частей ВЧ-связи ГУВО МВД СССР. С марта по сентябрь 1954 был заместителем начальника отдела частей правительственной ВЧ-связи ГУВКО МВД СССР. С сентября 1954 по июль 1959 был заместителем начальника отдела войск правительственной ВЧ-связи КГБ при СМ СССР. С июля 1959 по январь 1961 состоял 1-м заместителем начальника отдела правительственной связи и начальником штаба войск правительственной связи КГБ при СМ СССР. Весной того же года вышел в отставку по болезни.

### Звания
- полковник-инженер (1943).

### Награды
- ордена;
- медали.